# Жутаутас, Раймондас
Раймондас Жутаутас (лит. Raimondas Žutautas; 4 сентября 1972, Клайпеда, Литовская ССР, СССР) — литовский футболист, футбольный тренер, возглавлявший сборную Литвы.

## Карьера

### Клубная
Свою профессиональную карьеру начал в клубе «РОМАР» из Мажейкяя, в составе которого в 1994 году стал чемпионом Литвы. После выступал в клубах «Банга», «Атлантас» и «Инкарас».
В 1996 году отправился во влакикавказскую «Аланию», за которую выступал на протяжении трёх сезонов. Всего за «Аланию» провёл 71 матч и забил 2 гола.
В 1999 году перешёл в «Маккаби» из Хайфы. В израильском клубе дважды становился чемпионом Израиля (в 2001 и 2002 годах).
В 2003 году перешёл в греческий «Панатинаикос», в составе которого в 2004 году стал чемпионом Греции и обладателем Кубка Греции.

### В сборной
В национальной сборной дебютировал 17 мая 1995 года в матче против сборной Греции. Последний матч в сборной сыграл 11 июня 2003 года против Исландии. Всего за сборную сыграл 40 матчей и забил 1 гол.

### Тренерская
9 февраля 2010 года в возрасте 37 лет стал самым молодым главным тренером сборной Литвы. После поражения сборной Литвы от чешской команды (1:4) в финальном поединке отборочного турнира Чемпионата Европы по футболу 2012 в группе I покинул пост главного тренера сборной.

## Достижения

### Командные
«РОМАР»
- Чемпион Литвы (1): 1994

«Маккаби (Хайфа)»
- Чемпион Израиля (2): 2000/01, 2001/02

«Панатинаикос»
- Чемпион Греции (1): 2004
- Обладатель Кубка Греции (1): 2004

### Личные
- Футболист года в Литве: 2002